# Saint-Remy (Wogezy)
Saint-Remy – miejscowość i gmina we Francji, w regionie Grand Est, w departamencie Wogezy.
Według danych na rok 1990 gminę zamieszkiwało 418 osób, a gęstość zaludnienia wynosiła 34 osoby/km² (wśród 2335 gmin Lotaryngii Saint-Remy plasuje się na 648. miejscu pod względem liczby ludności, natomiast pod względem powierzchni na miejscu 463.).